# بات مكمان (لاعب كرة قدم بريطاني)
بات مكمان (بالإنجليزية: Pat McMahon)‏ (16 أكتوبر 1908 بغلاسكو في المملكة المتحدة - 1992) هو لاعب كرة قدم بريطاني (وحمل سابقاً جنسية المملكة المتحدة لبريطانيا العظمى وأيرلندا) في مركز حراسة المرمى. لعب مع ستوك سيتي ونادي ريكسهام ونادي سانت ميرين ووست هام يونايتد وSt Anthony's F.C. ‏.